# Euploca cupressina
Euploca cupressina är en strävbladig växtart som först beskrevs av Lyndley Alan Craven, och fick sitt nu gällande namn av Diane och Hilger. Euploca cupressina ingår i släktet Euploca och familjen strävbladiga växter. Inga underarter finns listade i Catalogue of Life.